# Agrotis praedicta
Agrotis praedicta là một loài bướm đêm trong họ Noctuidae.